# Pedagogiczna Biblioteka Wojewódzka im. KEN w Lublinie Filia w Janowie Lubelskim
Pedagogiczna Biblioteka Wojewódzka im. KEN w Lublinie Filia w Janowie Lubelskim - jest Filią Pedagogicznej Biblioteki Wojewódzkiej im. KEN w Lublinie. Działa jako część systemu oświaty, służy szeroko rozumianym potrzebom nauki i kształcenia, a tym samym stanowi dla każdego nauczyciela, studenta jedno z najważniejszych miejsc w procesie samokształcenia oraz doskonalenia zawodowego. Janowska biblioteka, podobnie jak inne biblioteki pedagogiczne w kraju, reprezentuje szczególny rodzaj bibliotek specjalnych ze względu na użytkowników, natomiast pod względem treści gromadzonych zbiorów zbliża się do bibliotek uniwersalnych (w 1979 r. 43% gromadzonych zbiorów stanowiły wydawnictwa z zakresu pedagogiki i psychologii, 39% naukowe, a 18% to dzieła z literatury pięknej; w 2024 r. natomiast aż 62% wszystkich gromadzonych zbiorów).
Obecnie biblioteka obejmuje swoim zasięgiem działania wszystkie gminy powiatu janowskiego, zdarza się także, że wykracza poza ten zasięg. Filia gromadzi zbiory z zakresu pedagogiki i nauk pokrewnych, literatury pięknej (lektury dla uczniów), piśmiennictwa z zakresu bibliotekoznawstwa i informacji naukowej, programy nauczania, poradniki metodyczne, materiały dotyczące szeroko pojętej problematyki oświatowej, czasopisma metodyczne do poszczególnych przedmiotów nauczania, materiały audiowizualne.

## Historia
Datą powstania Filii w Janowie Lubelskim pedagogicznej biblioteki im. KEN w Lublinie jest rok 1958. Wtedy dokonano pierwszego wpisu w głównej księdze inwentarzowej księgozbioru. Z doniesień ustnych od lokalnych mieszkańców biblioteka istniała już kilka lat wcześniej. Została zorganizowana najpóźniej ze wszystkich powiatowych bibliotek w województwie lubelskim. Na samym początku pracowała tu tylko jedna osoba na niepełny etat. Potem jednak zainteresowania biblioteką wzrosło. Z tego powodu we wrześniu 1962 r. zatrudniono na pełny etat pracującą od początku tworzenia biblioteki, Henrykę Bednarczyk. Lokalem biblioteki była część niewielkiego pokoju przy Wydziale Oświaty urzędu miejskiego. W 1974 r. zatrudniono dodatkowego pracownika - Agnieszkę Poradę, która pracowała w bibliotece w latach 1974–1993.
W wyniku reformy podziału administracyjnego państwa przeprowadzoną w 1975 r. i likwidacją powiatów, ministerstwo ogłosiło nowy tekst statutu PBW wprowadzający zmiany natury organizacyjnej. W związku z tym oprócz dotychczasowych bibliotek pedagogicznych w liczbie 17, do rangi bibliotek wojewódzkich doszły Pedagogiczne Biblioteki Powiatowe w miastach będących obecnie siedzibami nowych województw, natomiast pozostałe Pedagogiczne Biblioteki Powiatowe stały się filiami PBW, stanowiąc ich integralną część. Dlatego Filia w Janowie Lubelskim stała się filią Biblioteki Pedagogicznej w Tarnobrzegu, będąc w tym stanie do 1999 r.
W 1975 dokonano zmiany lokalu janowskiej biblioteki, która została przeniesiona do Domu Nauczyciela przy ul. Ogrodowej 18, gdzie mieści się do tej pory (obecnie nr lokalu 16). Dom Nauczyciela (który był budowany m.in. z myślą o bibliotece, powstał w czynie społecznym nauczycieli i z ich „dobrowolnie" oddawanych składek). Udostępniono bibliotece trzy pomieszczenia na parterze, obok sąsiadującej Poradni Psychologiczno-Pedagogicznej. Co prawda ogólny lokal zajmowany przez bibliotekę powiększył się (biblioteka zajęła wtedy 82,40 m²), ale ciągle borykała się z brakiem miejsca na czytelnię. Dlatego zagospodarowano tymczasowy, niewielki kącik w wypożyczalni z dziesięcioma miejscami pracy dla czytelników. W ten sposób powstała pierwsza czytelnia.
Od 1982 r. biblioteka obejmowała swym zasięgiem 9 gmin: Janów Lubelski, Batorz, Chrzanów, Dzwola, Godziszów, Modliborzyce, Potok Wielki, Polichna, Trzydnik. Na 2024 r. Filia pracuje w uszczuplonym zasięgu terytorialnym bez gmin Polichna i Trzydnik, które decyzją administracyjną weszły do powiatu kraśnickiego. Nie znaczy to, że biblioteka nie obsługuje zainteresowanych Czytelników spoza swojego terenu działania.
Od 15 listopada 1989 r. filia Biblioteki Pedagogicznej w Tarnobrzegu zajęła dwa dodatkowe pomieszczenia (po Poradni Psychologiczno-Pedagogicznej), w których zorganizowano czytelnię o powierzchni 62 m². Cały lokal biblioteki wynosi od tej pory 144,40 m². Po utworzeniu czytelni, zwiększono również obsadę pracowników o 1 osobę - Teresę Smarz (pracowała w bibliotece w latach 1989–1998). Biblioteka zatrudniała wtedy 3 osoby na pełnych etatach pedagogicznych (A. Poradę, L. Wiechnik i T. Smarz).
Od 19 lutego 1990 r. czytelnia zaczęła funkcjonować na użytek ogólny wszystkich zainteresowanych. W tym czasie biblioteka miała zarejestrowanych 620 czytelników, posiadała 23115 woluminów, w tym 9308 pedagogiczno-psychologicznych, prenumerowała także aż 78 tytułów czasopism.
Po odejściu Lidii Wiechnik (pracowała w latach 1982–1992 r.) na emeryturę, od 1. września 1992 r, do biblioteki przyjęto Annę Żuraw. W 1993 r. na emeryturę odeszła Agnieszka Porada, była kierownik biblioteki, jej funkcję powierzono A. Żuraw. Stworzył się wakat, który z czasem został zlikwidowany. Do 1998 r. w bibliotece pracowały dwie osoby na pełnych etatach pedagogicznych.
W 1995 r. budynek Domu Nauczyciela, który był dotychczas pod pieczą Kuratorium w Tarnobrzegu, po obustronnych porozumieniach władz lokalnych i wojewódzkich, przejęło miasto. Biblioteka zaczęła się borykać z wieloma problemami natury finansowej i lokalowej. Nie było jej stać na opłacanie czynszu, który teraz biblioteka była zobowiązana opłacać właścicielowi, nie mówiąc już o nowościach książkowych, a co gorzej - groziła jej nawet przeprowadzka. Choć wzrastała w tym czasie z roku na rok liczba czytelników to nie dla wszystkich biblioteka okazywała się potrzebna. Kryzys udało się jej przetrwać, m.in. dzięki pomocy czytelników, którzy przekazywali na rzecz zakupu nowości, wpłaty (tzw. „cegiełki" w kwocie 5,00 - potem 7,00 zł rocznie).
W 1998 r. Teresa Smarz przeszła na emeryturę, w bibliotece na etacie została jedna osoba, Anna Żuraw-Łopata, pracując tak przez ponad pół roku. Dlatego, zatrudniono Bożenę Flis (pracowała tylko w latach 1998–2001 do tego na pół etatu. 
W 1999 r., ze zmianą administracyjną kraju, filia janowskiej Biblioteki Pedagogicznej stała się jedną z ośmiu filii Pedagogicznej Biblioteki Wojewódzkiej im. KEN w Lublinie (obecnie od roku 2014 jest jedyną Filią biblioteki lubelskiej). W tym czasie w bibliotece nadal pracowały 2 osoby, przy czym jedna na pół etatu. Zarejestrowano wtedy 1052 czytelników, a biblioteka posiadała na stanie prawie 25 tys. woluminów i prenumerowała 20 tytułów czasopism pedagogicznych. Od 2002 r. zwiększono liczbę etatów - do 2 nauczycieli-bibliotekarzy. Pracę na drugi pełny etat otrzymała Agnieszka Leśnik, która pracuje od 2001 r., po przejściu na etat nauczycielski do Zespołu Szkół w Chrzanowie B. Flis.
W 2002 r. rozpoczęły się prace nad komputeryzacją, zakupiono program komputerowy MAK dla bibliotek, zaczęto wprowadzać pierwsze rekordy (opisy książek) do katalogu komputerowego. Od roku 2022 Filia pracuje w programie komputerowym Prolib. W Prolibie do dyspozycji (wglądu) Czytelników są wszystkie wprowadzone przez bibliotekę zbiory: książki, tytuły czasopism, zestawienia bibliograficzne; Czytelnik może nie wchodząc z domu (przez Internet), poprzez funkcję Integro zapisać się do biblioteki, dokonać zamówienia, prolongaty, zaproponować zakup nowości.

## Udostępnianie
Zbiory są dostępne w wypożyczalni, na miejscu w czytelni, wykonuje się także na zapotrzebowanie klientów skany dostępnych artykułów z prenumerowanych czasopism. Z wypożyczalni mogą korzystać nauczyciele oraz pozostali pracownicy resortu oświaty i kultury, studenci, maturzyści a także wszyscy zainteresowani zbiorami biblioteki nie tylko z rejonu powiatu. Dla zobrazowania skali zainteresowania biblioteką w ostatnich latach można podać, że na koniec 2004 r. w bibliotece zarejestrowano 962 czytelników, a 1228 skorzystało z jej zbiorów na miejscu w czytelni. Szczegółowej informacji na temat zbiorów udzielają katalogi komputerowe biblioteki. Biblioteka posiada dwa główne katalogi: alfabetyczny i rzeczowy, a od 2002 r„ komputerowy. Bardzo pomocnym źródłem informacji dla czytelników jest prowadzona kartoteka zagadnieniowa. Ogromnym zainteresowaniem dla regionalistów i osób piszących o regionie jest prowadzone szczegółowo zestawienie bibliograficzne Miejscowości powiatu janowskiego, które jest także publikowane w regionalnym czasopiśmie Janowskie Korzenie.

## Stan księgozbioru
Pod koniec roku 2004 stan księgozbioru przedstawiał się następująco: 26598 woluminów (w tym 17247 pedagogicznych), 1544 oprawionych roczników czasopism, 142 jednostki ewidencyjne materiałów audiowizualnych oraz 29 tytułów prenumerowanych czasopism pedagogicznych.
| Lata | Liczba pracowników | zarejestrowani czytelnicy | Liczba woluminów | Liczba wypożyczeń | Liczba prenumerowanych czasopism |
| ---- | ------------------ | ------------------------- | ---------------- | ----------------- | -------------------------------- |
| 1961 | 1                  | 141                       | 1997             | 1047              | 30                               |
| 1965 | 1                  | 285                       | 5522             | 2758              | 36                               |
| 1970 | 1                  | 403                       | 9540             | 3858              | 18                               |
| 1976 | 2                  | 353                       | 21150            | 5080              | 78                               |
| 1982 | 2                  | 485                       | 21671            | 5142              | 84                               |
| 1985 | 2                  | 574                       | 22983            | 5679              | 74                               |
| 1990 | 3                  | 620                       | 23115            | 6029              | 78                               |
| 1995 | 2                  | 885                       | 23465            | 9078              | 35                               |
| 2000 | 1+1/2              | 1066                      | 25074            | 10874             | 18                               |
| 2004 | 2                  | 975                       | 26598            | 10146             | 29                               |